# Miao Ling
Miao Ling är en bergskedja i Kina. Den ligger i provinsen Guizhou, i den sydvästra delen av landet, omkring 110 kilometer sydost om provinshuvudstaden Guiyang.
Genomsnittlig årsnederbörd är 1 582 millimeter. Den regnigaste månaden är juni, med i genomsnitt 295 mm nederbörd, och den torraste är januari, med 38 mm nederbörd.